# Buenaventura Ferreira
Buenaventura Ferreira Gómez (Coronel Oviedo, 4 luglio 1960) è un ex calciatore paraguaiano, di ruolo centrocampista.

## Palmarès

### Club

#### Competizioni nazionali
- Campionato paraguaiano: 2

Guaraní: 1984
Cerro Porteño: 1990